# Motori Fiat E.torQ
I Motori Fiat E.torQ sono una famiglia di motori endotermici alternativi a 4 cilindri in linea costruiti da Fiat Group Automobiles a partire dal 2011 ed impiegati su autovetture FIAT per il mercato del Sud America. Sono del tipo Flexifuel e possono funzionare sia a benzina che ad etanolo. Vengono utilizzati anche in Europa sui modelli Fiat 500X, Tipo e Jeep Renegade nella variante 1.6 benzina da 110 cv.

## Sviluppo
Nel marzo 2008 Fiat Group acquista per 83 milioni di euro la fabbrica di motori Tritec Motors sita in Campo Largo (Brasile) da Chrysler Group, stabilimento che produceva i propulsori sviluppati tramite un accordo tra BMW e Chrysler e che equipaggiavano la Mini e la Chrysler PT Cruiser.
Successivamente viene annunciato un investimento per la realizzazione della nuova famiglia motoristica E.torQ sfruttando come base le motorizzazioni Tritec, lo sviluppo viene portato avanti da Fiat Powertrain Technologies con un team di oltre 100 ingegneri dei centri ricerca e sviluppo di Betim e in Italia.
La progettazione ha richiesto oltre 500.000 ore di lavoro, che comprendono 20.000 ore di test di affidabilità sul dinamometro, 9.000 ore di calcoli e 5 milioni di chilometri nei test di durata, affidabilità e collaudo. Prima dell'inizio della produzione sono stati costruiti circa 1.200 prototipi.

## Caratteristiche
Come suggerisce il nome, le prestazioni di questi motori sono caratterizzate da una coppia ampiamente disponibile già ai bassi regimi di rotazione.
In tutte le versioni l'80% della coppia è disponibile già a 1.500 giri/min e il 93% a 2500 giri/min.
Sono del tipo Flexifuel quindi possono funzionare sia con benzina che con etanolo o con miscela di entrambi. In Europa tali motorizzazioni vengono proposte nella versione alimentata solo a benzina. 
Nel marzo 2018 viene raggiunto il traguardo di 1,2 milioni di motorizzazioni prodotte.

## Versioni

### 1.6
- Cilindrata: 1598 cm³
- Carburante: etanolo e benzina
- Potenza massima (a etanolo): 117 CV a 5.500 giri/min
- Potenza massima (a benzina): 115 CV a 5.500 giri/min
- Coppia massima (a etanolo): 165 N·m a 4.500 giri/min
- Coppia massima (a benzina): 159 N·m a 4.500 giri/min
- Alesaggio x Corsa: 77,0 mm x 85,8 mm
- Rapporto di compressione: 10,5:1

### 1.8 16v
- Cilindrata: 1747 cc
- Carburante: etanolo e benzina
- Potenza massima (a etanolo): 132 CV a 5.250 giri/min
- Potenza massima (a benzina): 130 CV a 5.250 giri/min
- Coppia massima (a etanolo): 185 N·m a 4.500 giri/min
- Coppia massima (a benzina): 181 N·m a 4.500 giri/min
- Alesaggio x Corsa: 80,5 mm x 85,8 mm
- Rapporto di compressione: 11,2:1